# Столичная улица (Улан-Удэ)
Столи́чная у́лица — улица в Железнодорожном районе Улан-Удэ, в микрорайоне Загорск.

## География улицы
Длина — 680 метров. Идёт на юго-запад от Краснодонской улицы (площадь перед КДЦ «Рассвет») до улицы Гарнаева.
На улице расположены: библиотека КДЦ «Рассвет», детская библиотека КДЦ «Рассвет», плавательный бассейн «Юбилейный».
Столичную улицу пересекает Заиграевская улица. Остальные:
1. Пролетарская ул. — отходит на северо-запад,
2. ул. Гастелло — отходит на юго-восток,
3. Севастопольская ул. — отходит на северо-запад.

## Транспорт
По Столичной улице проходят маршруты:
1. автобуса — № 3, 12, 22, 133,
2. маршрутного такси — № 3, 21, 23, 44, 51, 52, 54, 133.